# Kiniel-Czerkassy
Kiniel-Czerkassy (ros. Кинель-Черкассы) – wieś (sieło) w Rosji, w obwodzie samarskim, ośrodek administracyjny rejonu kiniel-czerkaskiego. W 2010 liczyła 17 252 mieszkańców.